# ESTJ
ESTJ (ang. Extraverted Sensing Thinking Judging – Ekstrawertyk Percepcjonista Myśliciel Sędzia) – jeden z typów osobowości według wskaźnika MBTI oraz innych jungowskich testów osobowości. Osoby o tym typie łączą ekstrawertyczne myślenie z introwersyjną percepcją. Przede wszystkim są skoncentrowane na świecie zewnętrznym, gdzie zajmują się sprawami racjonalnie i logicznie. Ich drugorzędny styl życia jest skierowany do wewnątrz, gdzie rozpatrują sprawy używając pięciu zmysłów; w dosłowny, konkretny sposób.
ESTJ żyją w świecie faktów i konkretnych potrzeb. Żyją chwilą, rozglądając się nieustannie po otoczeniu, aby upewnić się, że wszystko toczy się gładko i systematycznie. Przywiązują dużą wagę do tradycji i praw, mają swój zestaw norm i przekonań i oczekują tego samego od innych. Cenią kompetencję i sprawność i lubią szybko widzieć rezultaty swoich działań.
ESTJ naturalnie obejmują rolę liderów, ponieważ mają jasną wizję sposobu, w jaki wszystko powinno wyglądać. Są pewni siebie i agresywni. Mają talent do opracowywania planów i wiedzą, jakie kroki muszą zostać podjęte, aby wykonać zadanie. Zawsze są szczerzy, a ich przekonania są silne, więc czasami mogą być krytyczni i wymagający. Poważnie traktują swoje zobowiązania; wkładają wysiłek w prawie wszystko, co robią.
ESTJ lubią się bawić i mieć kontakt z ludźmi. Mogą być bardzo żywiołowi podczas wydarzeń towarzyskich, zwłaszcza podczas tych, które są skoncentrowane na rodzinie, lokalnej społeczności lub pracy.
ESTJ powinni uważać na swoją skłonność do bycia zbyt ścisłym i zorientowanym na szczegóły. Z natury przykładają dużą wagę do swoich własnych przekonań, więc powinni pamiętać, że ważne jest cenienie również opinii innych ludzi. Jeśli zaniedbają swoją stronę uczuciową mogą mieć problem ze spełnieniem czyichś potrzeb intymności i nieświadomie ranić czyjeś uczucia, stosując logikę tam, gdzie jest potrzebne więcej wrażliwości emocjonalnej.
Pod wpływem stresu ESTJ często czują się odizolowani od innych i niezrozumiani. Mają wtedy problem z wyrażeniem słowami swoich uczuć, mimo że normalnie nie sprawia im to kłopotów.